# Anton Paulsen
Anton Paulsen (Pauelsen), född i Stockholm, var en svensk porträttmålare verksam i Tyskland och Danmark under 1700-talet.  
Paulsens verksamhet i Altona, Hamburg och Leipzig är belagd genom signerade målningar. Om hans utbildning finns inga kända uppgifter men hans stil tyder på en viss påverkan från Balthasar Denner. Paulsen är representerad med ett flertal porträtt vid Kunsthalle i Hamburg, Leipzigs stadshistoriska museum och i åtskilliga andra tyska och danska museer. De flesta porträtten föreställer tyska borgare. 